# مارک هجر
مارک هجر (انگلیسی: Mark Hager؛ زادهٔ ۲۸ آوریل ۱۹۶۴) بازیکن هاکی روی چمن اهل استرالیا است.